# Gabriel Henrique
Gabriel Henrique Nascimento dos Santos (* 24. Juli 2002), auch einfach nur Gabriel Henrique genannt, ist ein brasilianischer Fußballspieler.

## Karriere
Gabriel Henrique erlernte das Fußballspielen in der Schulmannschaft in der Kyōto Kyoei Gakuen High School im japanischen Kyōto. Seinen ersten Vertrag unterschrieb er am 1. Februar 2022 bei Kataller Toyama. Der Verein aus Toyama, einer Stadt in der gleichnamigen Präfektur, spielte in der dritten japanischen Liga. Sein Drittligadebüt gab der Brasilianer am 25. September 2022 (26. Spieltag) im Auswärtsspiel gegen Kamatamare Sanuki. Bei dem 4:0-Auswärtserfolg wurde er in der 62. Minute für Naoto Andō eingewechselt. In seiner ersten Profisaison bestritt er fünf Drittligaspiele. Am Ende Saison 2024 belegte er mit dem Verein den dritten Platz und qualifizierte sich für die Aufstiegsspiele. Hier spielte man im Finale gegen Matsumoto Yamaga 2:2-Unentschieden. Da Katallar in der regulären Spielzeit den dritten Platz belegte, stieg man in die zweite Liga auf.